# Митар Мартиновић
ē
Митар Мартиновић (Бајице, Цетиње, 8. септембар 1870 — Београд, 11. фебруар 1954) био је црногорски дивизијар, касније дивизијски генерал Југословенске војске, председник владе Краљевине Црне Горе 1912−1913, министар војни у два наврата 1907−1910. и 1912−1913. и заступник министара иностраних дјела 1912−1913. Био је војни изасланик у Русији на почетку Првог свјетског рата.

## Биографија
Кадетску школу завршава у Милану, а Артиљеријско-инжињеријску и Војну академију у Торину. Био је шеф дворске војне куће, а касније предсједник владе, министар војни, и министар спољних послова Црне Горе.
При опсади Скадра током Првог балканског рата командује Приморским одредом.
Почетком Првог свјетског рата је командант Херцеговачког и Дринског одреда. Затим је делегат код руске Врховне команде, а током одбране Ловћена командује Которским одредом.
У војску нове Краљевине Срба, Хрвата и Словенаца је примљен 1919. године у чину генерала. Обавља послове помоћника команданта армијске области. Пензионисан је 1921. године.
Одликован је Златном медаљом Милоша Обилића и другим одликовањима.
Написао је дјело: Упутство војничком старешинству за васпитање војске у војном духу и дисциплини, Цетиње, 1900.
Његова ћерка Олга била је удата за Ђорђа Дунђерског, велепоседника. Његова унука је глумица Јелена Јовановић Жигон.
Додељен му је Орден књаза Данила I, Орден италијанске круне, Национални орден Легије части и руски Орден Светог Владимира са мачевима.